# Jon Buckland
Jonathan Mark (Jon/Jonny) Buckland (Londen, 11 september 1977) is een Britse gitarist. Hij is de leadgitarist van de Britse band Coldplay.
Toen Buckland vier was, verhuisde hij van Londen naar Pantymwyn in Wales. Zijn oudere broer, een groot liefhebber van de band My Bloody Valentine, moedigde hem aan iets met muziek te gaan doen. Geïnspireerd door de Stone Roses begon Buckland op elfjarige leeftijd met gitaar spelen. Na de middelbare school studeerde hij astronomie en wiskunde aan het UCL in Londen. Daar kwam hij in contact met de leden van zijn huidige band, Coldplay.
Buckland is muzikaal beïnvloed door Ride, Eric Clapton, George Harrison en Jimi Hendrix.
In 2004 had hij samen met bandgenoot Chris Martin een klein rolletje in de Britse film Shaun of the Dead.
Buckland is in november 2009 getrouwd met Chloe Lee-Evans en woont samen met hun dochter Violet, geboren in november 2007 in Londen.